# Álex Grimaldo
Grimaldo  García est un nom espagnol. Le premier nom de famille, en général paternel, est Grimaldo ; le second, en général maternel, souvent omis, est García.
Álex Grimaldo, de son vrai nom Alejandro Grimaldo García, né le 20 septembre 1995 à Valence en Espagne, est un footballeur international espagnol qui évolue au poste de latéral gauche au Bayer Leverkusen.
Âgé de seulement 16 ans, il a remporté le Championnat d'Europe de football des moins de 19 ans en 2012 avec l'Espagne.

## Biographie

### Carrière en club

#### FC Barcelone B (2008-2015)
Álex Grimaldo arrive en 2008 à La Masia, le centre de formation du FC Barcelone, à l'âge de douze ans.
À l'âge de quinze ans, son entraîneur Eusebio Sacristán le fait débuter en deuxième division le 4 septembre 2011 face au FC Cartagena, ce qui constitue un record de précocité.
Le 23 février 2013, il se blesse gravement au genou droit (rupture des ligaments).
Le 2 février 2014, après presque un an de calvaire, Grimaldo fait son retour sur les terrains de jeu face au Real Saragosse lors de la 24e journée de championnat.
Grimaldo fait partie des huit jeunes de l'équipe réserve choisis par l'entraîneur Luis Enrique pour effectuer la pré-saison 2014-2015 avec l'équipe première.

#### Benfica Lisbonne (2015-2023)

##### Saison 2015-2016
Le 29 décembre 2015, le FC Barcelone annonce le départ de Grimaldo pour Benfica contre 2,10 million d'euros avec un pourcentage à la revente pour son club formateur.
Durant la saison 2015-2016, il jouera 2 matchs de championnat avec le Benfica sous la direction de l'entraineur portugais Rui Vitoria, lors des victoires de son club 2-0 contre l'Uniao Madeira et 3-1 contre le CD National deux matchs qu'ils jouera intégralement. Le club finit sa saison à la 1 place avec 88 points. Il jouera aussi quatre matchs en Coupe de la ligue portugaise que son club remportera, deux victoires en face de groupe, 1-0 contre Oriental et 6-1 contre Moreirense, sans oublier la victoire en demi-finale 2-1 contre le SC Braga et en finale 6-2 contre Maritimio. En Ligue des Champions, le club fait un assez bon parcours. Il finit deuxième de son groupe derrière l'Atlético Madrid, contre qui ils feront une victoire 2-1 et une défaite 2-1 également, Galatasaray, contre qui ils connaîtront une victoire 2-1 et une défaite 2-1, et Astana contre qui ils feront un nul 2-2 et une victoire 2-0. En huitième de finale ils élimineront le Zenith, 1-0 à l'aller et 2-1 au retour. En quart de finale ils joueront bien face au Bayern perdant 1-0 à l'aller et ne passe pas loin de la qualification au retour malgré un nul 2-2.

##### Saison 2016-2017
Pour la saison 2016-2017 le jeune joueur qui a fait ses preuves la saison passée avec le club bénéficie de plus de temps de jeu en championnat, un total de 14 matchs, en revanche un osteite du pubis l'empêchera de jouer 18 matchs (de la journée 9 à la 27). Il sera également privé de 4 matchs en coupe de la ligue et 5 en coupe du Portugal  il jouera tout de même la demi-finale et la finale en entier il sera donc témoin du sacre de son équipe dans cette compétition également, il ne jouera pas la fin de la phase de groupe de ligue des champions, ni les huitièmes de finale contre le Borussia absence particulièrement remarqué défensivement.

##### Saison 2017-2018
Durant la saison 2017-2018, il joue 37 matchs avec Benfica, 4 en ligues des champions 28 en championnat du Portugal, 1 en coupe de la ligue portugaise, 1 en supercoupe du Portugal et 3 en coupe du Portugal. À l'issue de cette saison, le club portugais finira second du championnat, éliminé 2-2 par le Sporting en demi-finale de coupe du Portugal (le Sporting s'en sortira pour avoir mis plus de buts à l'extérieur), il seront second (et donc éliminés) de leur groupe en coupe de la ligue et dernier de leur groupe en ligue des champions, cette saison signe le débuts des mauvaises performances de l'entraîneur Rui Vitoria.
Durant cette saison, sa plus grande victoire (et celle de son club) sera un 6-0 contre le Vitoria Setubal en championnat du Portugal 2017-2018. Il prendra durant ce match un carton jaune dès l'entrée de la seconde période à la 45e minute. Il sera remplacé à la 60e minute pour l'entrée de Zivkovic (qui marquera d'ailleurs à la 87e minute).

##### Saison 2018-2019
Durant la saison 2018-2019, il connait le plus grande victoire de sa carrière 10-0 contre le CD National, il jouera l'intégralité du match. Ce sera sa saison la plus prolifique en nombre de buts étant donné qu'il met 4 buts un bon (voire très bon) score pour un défenseur.

#### Bayer Leverkusen (depuis 2023)
À la fin de son contrat avec le Benfica Lisbonne, il s'engage au Bayer Leverkusen jusqu'en juin 2027. Son début d'aventure en Allemagne est impressionnant sur le plan offensif, puisqu'il marque cinq buts et délivre six passes décisives lors de ses douze premiers matchs. Grimaldo termine la saison avec dix buts et treize passes décisives en Bundesliga, faisant de lui le meilleur passeur du championnat cette année-là.

### Sélection
Le 15 juillet 2012, Grimaldo remporte le championnat d'Europe des moins de 19 ans alors qu'il n'est âgé que de 16 ans. Il joue tous les matches de ce tournoi comme titulaire.
Le 5 février 2013, Grimaldo joue son premier match avec l'équipe d'Espagne des moins de 21 ans.
Le 10 novembre 2023, il est appelé pour la première fois avec l'équipe d'Espagne.
En mai 2024, il figure dans une liste élargie de 29 joueurs appelés par Luis de la Fuente pour l'Euro 2024 puis il fait partie de la liste définitive de 26 joueurs publiée le 7 juin,.

## Statistiques détaillées
| Saison                | Club                  | Championnat           | Championnat | Championnat | Championnat | Coupe nationale | Coupe nationale | Coupe nationale | Coupe de la Ligue | Coupe de la Ligue | Coupe de la Ligue | Supercoupe | Supercoupe | Supercoupe | Compétition(s) continentale(s) | Compétition(s) continentale(s) | Compétition(s) continentale(s) | Compétition(s) continentale(s) | Supercoupe UEFA | Supercoupe UEFA | Supercoupe UEFA | Coupe du monde des clubs | Coupe du monde des clubs | Coupe du monde des clubs | Espagne | Espagne | Espagne | Total | Total | Total |
| Saison                | Club                  | Division              | M.          | B.          | P.d.        | M.              | B.              | P.d.            | M.                | B.                | P.d.              | M.         | B.         | P.d.       | Comp.                          | M.                             | B.                             | P.d.                           | M.              | B.              | P.d.            | M.                       | B.                       | P.d.                     | M.      | B.      | P.d.    | M.    | B.    | P.d.  |
| 2011-2012             | FC Barcelone B        | Liga Adelante         | 1           | 0           | 0           | -               | -               | -               | -                 | -                 | -                 | -          | -          | -          | -                              | -                              | -                              | -                              | -               | -               | -               | -                        | -                        | -                        | -       | -       | -       | 1     | 0     | 0     |
| 2012-2013             | FC Barcelone B        | Liga Adelante         | 14          | 0           | 0           | -               | -               | -               | -                 | -                 | -                 | -          | -          | -          | -                              | -                              | -                              | -                              | -               | -               | -               | -                        | -                        | -                        | -       | -       | -       | 14    | 0     | 0     |
| 2013-2014             | FC Barcelone B        | Liga Adelante         | 14          | 0           | 0           | -               | -               | -               | -                 | -                 | -                 | -          | -          | -          | -                              | -                              | -                              | -                              | -               | -               | -               | -                        | -                        | -                        | -       | -       | -       | 14    | 0     | 0     |
| 2014-2015             | FC Barcelone B        | Liga Adelante         | 36          | 4           | 0           | -               | -               | -               | -                 | -                 | -                 | -          | -          | -          | -                              | -                              | -                              | -                              | -               | -               | -               | -                        | -                        | -                        | -       | -       | -       | 36    | 4     | 0     |
| Sous-total            | Sous-total            | Sous-total            | 65          | 4           | 0           | 0               | 0               | 0               | 0                 | 0                 | 0                 | 0          | 0          | 0          | -                              | 0                              | 0                              | 0                              | -               | -               | -               | -                        | -                        | -                        | -       | -       | -       | 65    | 4     | 0     |
| 2015-2016             | SL Benfica            | Liga NOS              | 2           | 0           | 0           | -               | -               | -               | 3                 | 0                 | 0                 | -          | -          | -          | -                              | -                              | -                              | -                              | -               | -               | -               | -                        | -                        | -                        | -       | -       | -       | 5     | 0     | 0     |
| 2016-2017             | SL Benfica            | Liga NOS              | 14          | 2           | 3           | 2               | 0               | 0               | -                 | -                 | -                 | 1          | 0          | 0          | C1                             | 4                              | 0                              | 0                              | -               | -               | -               | -                        | -                        | -                        | -       | -       | -       | 21    | 2     | 3     |
| 2017-2018             | SL Benfica            | Liga NOS              | 28          | 1           | 3           | 3               | 0               | 0               | 1                 | 0                 | 0                 | 1          | 0          | 0          | C1                             | 4                              | 0                              | 0                              | -               | -               | -               | -                        | -                        | -                        | -       | -       | -       | 37    | 1     | 3     |
| 2018-2019             | SL Benfica            | Liga NOS              | 34          | 4           | 12          | 4               | 0               | 0               | 1                 | 0                 | 0                 | -          | -          | -          | C1+C3                          | 10+5                           | 2+1                            | 0+1                            | -               | -               | -               | -                        | -                        | -                        | -       | -       | -       | 54    | 7     | 13    |
| 2019-2020             | SL Benfica            | Liga NOS              | 26          | 0           | 6           | 6               | 0               | 0               | -                 | -                 | -                 | 1          | 1          | 0          | C1+C3                          | 6+2                            | 0+0                            | 0+1                            | -               | -               | -               | -                        | -                        | -                        | -       | -       | -       | 41    | 1     | 7     |
| 2020-2021             | SL Benfica            | Liga NOS              | 31          | 2           | 9           | 4               | 0               | 0               | -                 | -                 | -                 | 1          | 0          | 0          | C1+C3                          | 1+6                            | 0+0                            | 0+0                            | -               | -               | -               | -                        | -                        | -                        | -       | -       | -       | 43    | 2     | 9     |
| 2021-2022             | SL Benfica            | Liga NOS              | 29          | 5           | 5           | 2               | 1               | 0               | 3                 | 0                 | 0                 | -          | -          | -          | C1                             | 14                             | 2                              | 1                              | -               | -               | -               | -                        | -                        | -                        | -       | -       | -       | 48    | 8     | 6     |
| 2022-2023             | SL Benfica            | Liga NOS              | 33          | 5           | 9           | 4               | 1               | 0               | 3                 | 0                 | 0                 | -          | -          | -          | C1                             | 14                             | 2                              | 4                              | -               | -               | -               | -                        | -                        | -                        | -       | -       | -       | 54    | 8     | 13    |
| Sous-total            | Sous-total            | Sous-total            | 197         | 19          | 47          | 27              | 2               | 0               | 11                | 0                 | 0                 | 4          | 1          | 0          | -                              | 66                             | 5                              | 9                              | 0               | 0               | 0               | -                        | -                        | -                        | 0       | 0       | 0       | 305   | 27    | 56    |
| 2023-2024             | Bayer Leverkusen      | Bundesliga            | 33          | 10          | 13          | 6               | 0               | 0               | -                 | -                 | -                 | -          | -          | -          | C3                             | 12                             | 2                              | 4                              | -               | -               | -               | -                        | -                        | -                        | 6       | 0       | 1       | 57    | 12    | 18    |
| 2024-2025             | Bayer Leverkusen      | Bundesliga            | 32          | 2           | 7           | 5               | 0               | 3               | -                 | -                 | -                 | 1          | 0          | 1          | C1                             | 10                             | 2                              | 2                              | -               | -               | -               | -                        | -                        | -                        | 4       | 0       | 0       | 52    | 4     | 13    |
| 2025-2026             | Bayer Leverkusen      | Bundesliga            | 0           | 0           | 0           | 1               | 1               | 0               | -                 | -                 | -                 | -          | -          | -          | C1                             | 0                              | 0                              | 0                              | -               | -               | -               | -                        | -                        | -                        | 0       | 0       | 0       | 1     | 1     | 0     |
| Sous-total            | Sous-total            | Sous-total            | 65          | 12          | 20          | 12              | 1               | 3               | 0                 | 0                 | 0                 | 1          | 0          | 1          | -                              | 22                             | 4                              | 6                              | 0               | 0               | 0               | -                        | -                        | -                        | 10      | 0       | 1       | 110   | 17    | 31    |
| Total sur la carrière | Total sur la carrière | Total sur la carrière | 392         | 35          | 67          | 39              | 3               | 3               | 11                | 0                 | 0                 | 5          | 1          | 1          | -                              | 88                             | 9                              | 15                             | 0               | 0               | 0               | 0                        | 0                        | 0                        | 10      | 0       | 1       | 545   | 48    | 87    |

## Palmarès

### En club
- Benfica Lisbonne  (10)
  - Champion du Portugal en 2016, 2017, 2019 et 2023.
  - Coupe de la Ligue portugaise en 2016
  - Coupe du Portugal en 2017
  - Supercoupe du Portugal en 2016, 2017 et 2019.
- Bayer Leverkusen (3)
  - Champion d'Allemagne en 2024
  - Coupe d'Allemagne en 2024
  - Supercoupe d'Allemagne en 2024

### En équipe nationale
- Équipe d'Espagne des moins de 19 ans
  - Vainqueur du Championnat d'Europe de football des moins de 19 ans en 2012.
- Espagne
  - Vainqueur de l'Euro en 2024